# 니키 (2005년)
니키(본명: 니시무라 리키, 일본어: 西村力, 2005년 12월 9일 ~ )은 대한민국에서 활동하는 일본의   가수이며, 보이그룹 ENHYPEN의 멤버이다.
만 14세이던 2020년 CJ ENM과 빅히트 엔터테인먼트에 합작 아이돌 서바이벌 프로그램 엠넷에 《I-LAND》에 참가해 최종 4위를 기록하며 보이그룹 ENHYPEN의 멤버로 데뷔했다.